# Manuela Lopez
Manuela Lopez (* 28. Juli 1972 in Valenciennes) ist eine französische Sängerin und Schauspielerin, die zeitweise auch nur unter ihrem Vornamen Manuela auftrat.

## Biografie
Lopez wurde im französischen Département Nord geboren. Ihr Vater ist Spanier, ihre Mutter Französin. Sie ist seit 2005 verheiratet und Mutter eines Sohnes.
Lopez begann ihre Karriere als Schauspielerin. Ihre erste Fernsehrolle hatte sie 1993 in der vom französischen Fernsehsender TF1 ausgestrahlten Serie Extrême Limite. Im gleichen Jahr spielte sie in einer Folge der Serie Le Collège des Cœurs Brisés Prinzessin Stéphanie von Monaco. Ebenfalls 1993 erschien Lopez an der Seite von Hélène Rollès in der Sitcom Hélène et les Garçons, in der sie die Rolle der Adeline übernahm. Lopez war eine Zeitlang eine der beliebtesten Darstellerinnen der Serie und erschien auch in deren Fortsetzungen Le Miracle de l’amour und Les Vacances de l’amour. Von 1997 bis 2003 spielte sie in der Fernsehserie St. Tropez (französischer Originaltitel: Sous le soleil) regelmäßig die Marion. Es folgten zahlreiche Gastauftritte in unterschiedlichen französischen Fernsehserien und -filmen. Zuletzt trat sie von 2006 bis 2009 in der Serie SOS 18 auf.
1995 begann Lopez parallel zu ihrer Fernseharbeit eine Karriere als Sängerin. In diesem Jahr erschien ihr erstes Album Romantique, wenig später schloss sich eine Konzerttournee durch Frankreich an. Lopez trat außerdem bei Konzerten ihrer Schauspielerkollegin Hélène Rolles als Gastsängerin auf. 2006 erschien ihr zweites Album Sans dessus Dessous.

## Filmografie
- 1993: Extrême Limite: Maruschka
- 1993: Le Collège des cœurs brisés: Stéphanie von Monaco
- 1993–1994: Hélène et les Garçons: Adeline
- 1995–1996: Le Miracle de l'amour: Adeline
- 1996–1997: Les Vacances de l'amour : Manuela
- 1997–2003: St. Tropez (Sous le Soleil): Marion
- 1998: Les Cordier, juge et flic
- 2000: Pierres et Prières
- 2000: Police District
- 2001: Mauvais présage
- 2001: Lumières en sous-sol
- 2002: La Crim’ (Fernsehserie, 1 Folge)
- 2002: Mariage interdit
- 2004: Léa Parker
- 2006–2009: SOS 18: Marion

## Diskografie

### Alben
- 1995: Romantique
- 2006: Sans dessus Dessous

### Singles
- Parce que c'était écrit comme ça / Et ce téléphone qui ne sonne pas (1994)
- Faire l'amour une dernière fois (1995)
- Regarde maman (1995)
- Si tu entends ma voix (1996)
- Les Vacances de l'amour (1996)
- Je passe mon chemin (single promo) (2006)